# Балагура Володимир Омелянович
Балагура Володимир Омелянович (9 листопада 1964 р., село Тростянці, Тернопільська область, Україна — 21 жовтня 2024 р., місто Фрайбург, Німеччина) — український підприємець, інвестор, меценат та політик. Заснував декілька приватних підприємств, серед яких і відома на Прикарпатті будівельна компанія «Ярковиця». Депутат Івано-Франківської міської ради 6-го та 7-го скликань (2010—2015, 2015—2020 рр.). У 2010 році балотувався на посаду міського голови м. Івано-Франківська. На президентських виборах 2010 року був довіреною особою Віктора Ющенка в Івано-Франківську. Зробив вагомий внесок у соціально-економічний розвиток рідного міста, завжди підтримував ініціативи, що сприяли добробуту громади. 

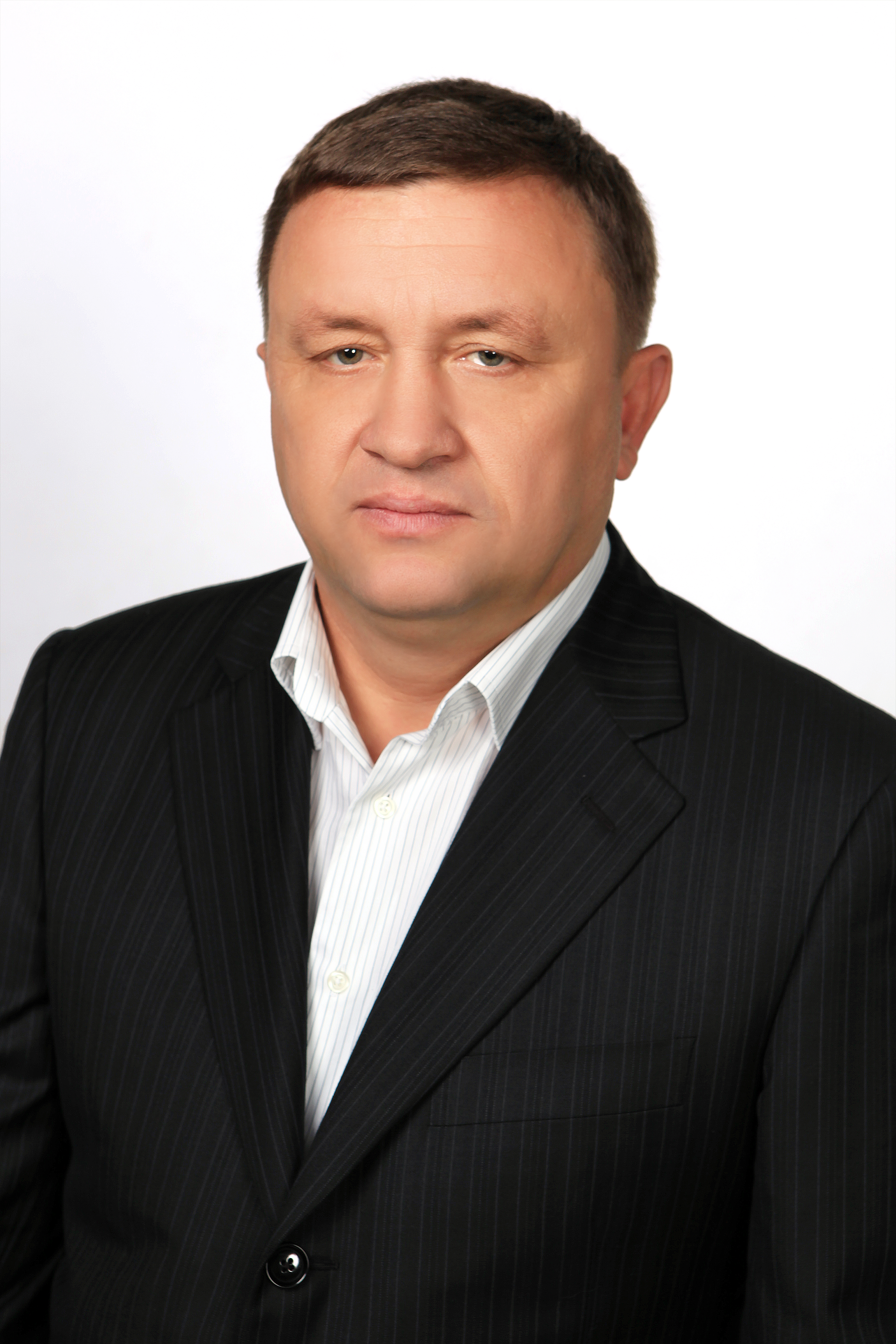
Балагура Володимир Омелянович (9 листопада 1964, село Тростянці, Тернопільська область, Україна – 21 жовтня 2024, місто Фрайбург, Німеччина) – український підприємець, інвестор, меценат та політик.

## Життєпис
Народився 9 листопада 1964 року в селі Тростянці Тернопільської області в багатодітній сім'ї, яка сповідувала християнські цінності та  шанувала українські традиції. Батьки все своє життя працювали в колгоспі і виховали п'ятьох синів і доньку.
З 1980 по 1983 роки навчався в Теребовлянському культурно-освітньому училищі. Ще студентом організував і очолив музичний гурт, грав на багатьох інструментах та виконував вокальні партії. Понад 15 років колектив мав значний досвід виступів у різноманітних заходах.
Вищу освіту здобув у Івано-Франківському університеті права імені Короля Данила Галицького за спеціальністю «Правознавство» (ступінь бакалавра – 2004-2008 рр., ступінь магістра – 2011-2012 рр.).
У 1993 році одружився. У шлюбі народилося двоє синів.
До останнього дня працював, незважаючи на важку хворобу. Помер 21 жовтня 2024 року у віці 59 років у місті Фрайбург (Німеччина), перебуваючи на лікуванні.
Чин похорону відбувся 28 жовтня в Архікатедральному і Митрополичому Соборі Воскресіння Христового у місті Івано-Франківську.
Похований Володимир Балагура на кладовищі у меморіальному комплексі «Дем'янів Лаз».

## Підприємництво
Володимир Балагура прагнув реалізувати себе в різних галузях. Розпочав свій бізнесовий шлях із виготовлення меблів.
Проте справою його життя стало будівництво.  У 2002 році заснував відому на Прикарпатті будівельну компанію «Ярковиця», одну з найуспішніших та найавторитетніших будівельних компаній в Івано-Франківській області.
"Наполегливість та кропітка щоденна праця – запорука успіху", – такий вислів був життєвим кредо Володимира Балагури.

## Благодійність
В Івано-Франківську Володимир Балагура відомий також своєю меценатською діяльністю. Під його керівництвом будівельна компанія «Ярковиця»
реалізувала багато соціальних проєктів:
- збудовано та передано громаді міста чотири дитячих садочки, будинок культури та дитячу поліклініку;
- зроблено вагомий внесок у розбудову комунальних мереж міста;
- надано численну матеріальну підтримку закладам охорони здоров'я, школам, школам-інтернатам, релігійним організаціям, спортивним школам, діячам науки та культури, малозабезпеченим верствам населення, сиротам, людям з особливими потребами.
Володимир Балагура очолював Федерацію волейболу Івано-Франківської області, став одним із співзасновників дитячого ФК "Юніор" та фінансував команду місцевих ветеранів футзалу.
Від початку воєнних дій з 2014 року Володимир Балагура підтримував ЗСУ різними ініціативами, надавав значну матеріально-технічну допомогу українським військовим, зокрема місцевим бригадам.
Брав участь у зведенні Патріаршого Собору УГКЦ в Києві, спорудженні навчального корпусу Івано-Франківської духовної семінарії та житла для священників.
Розбудував Храм Всіх Святих УГКЦ (с. Крихівці, містечко "Калинова Слобода"). Свою благодійність, меценатську діяльність намагався не афішувати.
За неоціненний внесок у розбудову УГКЦ Володимир Балагура нагороджений Папським орденом та грамотою Святого Сильвестра,відзнакою Отця і Голови УГКЦ Блаженнішого Святослава, численними нагородами та подяками Івано-Франківської обласної державної адміністрації та міського голови Івано-Франківська.